# Sant Gil de Riudovelles
L'església de Sant Gil de Riudovelles és al petit nucli de Riudovelles, situat en un turó al peu del qual es forma el torrent de Sant Gil. Riudovelles era un agregat de l'antic municipi de la Figuerosa, annexat a Tàrrega l'any 1969. És una obra inclosa a l'Inventari del Patrimoni Arquitectònic de Catalunya.

## Història
La primera notícia documental sobre l'existència d'aquest temple és de l'any 1098, quan consta en l'acta de consagració de l'església canonical de Santa Maria de Guissona, de la qual depenia. D'altres referències són més tardanes. Així, es troba en la relació d'esglésies del bisbat d'Urgell que contribuïren a la dècima papal de l'any 1391 per la qual, el capellà que la regia pagà 14 sous. En aquest moment formava part del deganat d'Urgell. Ha estat rehabilitada per l'Ajuntament de Tàrrega i el Consell Comarcal de l'Urgell i inaugurada el 27 d'abril de 1997.

## Arquitectura

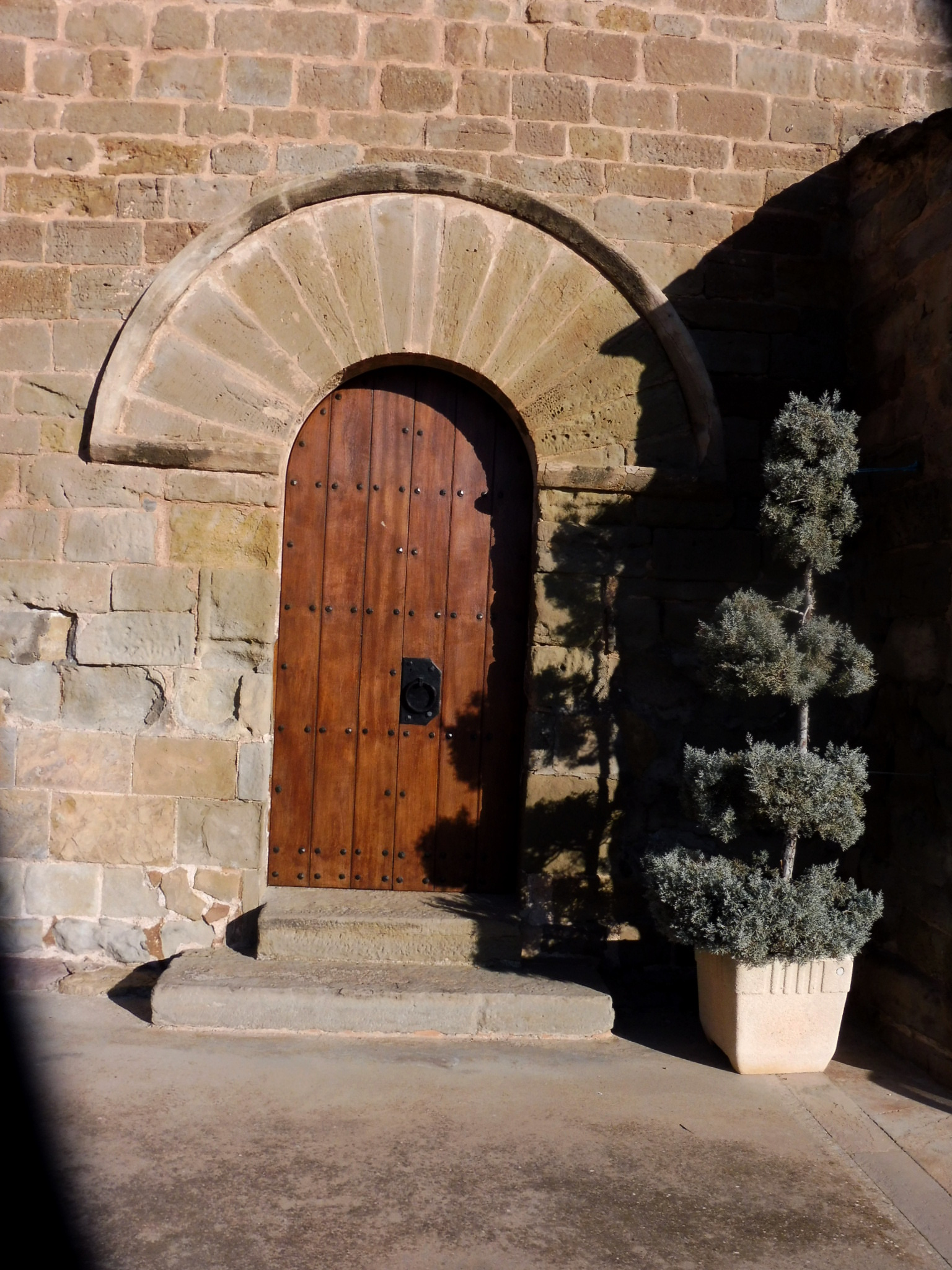
La portada

Església d'una sola nau de murs arrebossats, sense capçalera diferenciada. La nau és coberta amb volta de canó de perfil apuntat que arrenca d'una imposta bisellada. Al costat sud de la nau, prop de l'extrem de llevant hi ha una capella lateral adossada rectangular, i oberta amb un arc de mig punt que sembla de factura poc posterior a la de l'església. Fins a la restauració la porta s'obria a la façana de ponent, però ha estat paredada i s'ha reobert la porta original romànica, situada a la façana sud. Aquesta porta presenta un arc de mig punt de grosses dovelles extradossades per un guardapols motllurat. També s'ha enderrocat la sagristia i s'ha restaurat el campanar d'espadanya de dos ulls alçat sobre la façana de ponent on s'obre l'única finestra del temple, un ull de bou amb traceria de factura gòtica. Les façanes no presenten cap ornamentació, llevat de la porta i només es conserven alguns fragments del ràfec original bisellat a la façana sud. El parament presenta un aparell de carreus escodats (tallats amb escoda) en tot l'edifici mentre que les dovelles de la porta són tallantades (tallades amb tallantó) posant en evidència una construcció tardana, datable de la fi del segle xiii i inici del segle xiv.